# Phaloria unicolor
Phaloria unicolor är en insektsart som först beskrevs av Bhowmik 1970.  Phaloria unicolor ingår i släktet Phaloria och familjen syrsor. Inga underarter finns listade i Catalogue of Life.